# 嵐安蘇維埃政府舊址
嵐安蘇維埃政府舊址位於四川省甘孜州瀘定縣，文物年代判定為1935年。2012年7月16日公佈為四川省文物保護單位。嵐安區蘇維埃政府舊址位於四川省甘孜藏族自治州瀘定縣北部的嵐安鎮。嵐安區蘇維埃政府舊址為懸山頂穿逗式木結構，座北向南，正堂左右為廂房，組成三合院，正面有大門，通高6.64米，建築面積290.9平方米。臺地面積716.85平方米。該舊址現為民居，由劉忠全等三戶居住，保存基本完好。1935年10月，紅四方面軍的三十二軍和紅四軍的一部分約十一個團，從丹巴抵金湯到魚通。於11月初流竄到達嵐安。紅軍到達嵐安的第一天就留下一個連的人搞徵收供給。紅軍在嵐安住下後，組織宣傳隊分別在昂州的聖諭廟（今學校）板壁上寫標語，其中有：紅軍的《十大政綱》，還畫了一幅“工農聯合起來打倒土豪的宣傳畫”。同時深入到昂鳥、腳烏宣傳。嵐安區蘇維埃政府址（紅軍司令部舊址，紅軍十大政綱標語，紅軍醫院）保存基本完好。1999年，嵐安蘇維埃政府被四川省甘孜藏族自治州人民政府公佈為州級文物保護單位。